# 山东职业学院
山东职业学院（简称：山职，英文缩写：SDP）位于山东省济南市经十东路23000号，是由山东省教育厅直属的国家骨干高职院校、是中国“双高计划”高水平专业群建设单位。

## 学校概况
山东职业学院源于1951年建校的济南铁路机械学校，历经济南铁道学院、济南铁道职业技术学院等办学发展时期。2010年11月经山东省人民政府批准，更名为山东职业学院，现由山东省教育厅直属管理。2019年入选双高计划名单。
校内招生专业30个，设有铁道学院（铁道研究院）、城市轨道学院（城市轨道研究院）、智能制造学院（智能制造研究院）、新一代信息技术产业学院（信息技术产业研究院）、生物工程学院（生物工程研究院）、土木工程学院、管理学院、马克思主义学院（思想政治教育研究中心）、基础课教学部、体育教学部等十个教学院部。
学院现拥有3个校区，其中学院的主要教学力量位于经十东路23000号的新校区；位于解放路62号的老校区现已改为面向社会的山东职业学院培训基地；黄台校区位于济南市黄台南路68—1号。

## 校史

### 铁路系统管理时期（隶属铁道部济南铁路局）
学院前身是创办于1951年济南铁路管理局中级技术学校，历经济南铁路学校、济南铁路运输机械学校、济南铁道学院、济南铁路机械学校、济南铁路局技术学校等办学时期。2000年3月，济南铁路局广播电视大学（前身是创建于1979年的，山东广播电视大学济南铁路局电视大学函授工作站；1985年更名为山东广播电视大学济南铁路局分校；1993年，改建为济南铁路局广播电视大学）、济南铁路成人中专（成立于1983年）并入济南铁路机械学校（简称铁机），2000年10月改建为济南铁道职业技术学院（简称铁职院）。
| 年份       | 发展历程                                                                                   |
| ---------- | ------------------------------------------------------------------------------------------ |
| 1951年     | 济南铁路管理局中级技术学校建校                                                             |
| 1952年     | 济南铁路管理局中级技术学校更名为济南铁路学校                                               |
| 1955年     | 济南铁路学校更名为济南铁路运输机械学校                                                     |
| 1958年     | 济南铁路运输机械学校升格为济南铁道学院                                                     |
| 1961年     | 济南铁道学院（中专部）改建为济南铁路机械学校（合署）                                       |
| 1963年     | 济南铁道学院撤销                                                                           |
| 1969年     | 济南铁路司机学校（前身为成立于1948年，机车司机养成所，1951年，更此名）并入济南铁路机械学校 |
| 1974年     | 济南铁路局技术学校更名为济南铁路机械学校，划出济南铁路司机学校独立办学                     |
| 1976年     | 济南铁路司机学校并入济南铁路机械学校                                                       |
| 1982年     | 济南铁路司机学校从济南铁路机械学校划出独立办学                                             |
| 2000年3月  | 济南铁路局广播电视大学、济南铁路成人中专并入济南铁路机械学校                               |
| 2000年10月 | 济南铁路机械学校改建为济南铁道职业技术学院，并经山东省政府批准升格为高职院校               |

### 山东省人民政府管理时期（直属山东省教育厅）
2004年11月，学院由隶属铁道部划归山东省人民政府管理。 
2005年学院考察建设邹平新校区，后因政策问题搁置。2007年，在时任院长邓洪基，党委书记刘邦治为了学院的发展与济南市政府签订协议将老校区土地卖给济南市政府，后来此地建设成为了济南华强广场，学院买下位于历城区巨野河街道庄科村占地1209亩山东经济学院燕山校区，并开始了大规模新校区的建设。因学院过去曾为铁路技校，所以一些铁路专业就成为学院特色，学院也引进了5台机车车辆，供教学使用。
| 机车型号               | 机车说明                                                                                                 |
| ---------------------- | --- |
| 上游型1368号机车       | 曾配属于镇江焦化厂，退役后存放于山东职业学院，作为展品展出。                                             |
| 东风5型0011号机车      | 现作为山东职业学院（原济南铁道职业技术学院）教学用车。                                                   |
| 东风4型0187号机车      | 曾配属于济南铁路局济南机务段，于2015年12月30日退役，现存放在山东职业学院，作为教学用车。                 |
| 中车地铁/轻轨A型车辆   | “山职号”城轨车辆教学实训车是由南京海天轨道车辆装备有限公司与山东职业学院轨道交通应用技术研究所联合开发。 |
| DA11型接触网架线作业车 | 主要用于电气化铁路接触网的架设、维修、日常检查与保养作业，2016年6月23日山东职业学院引进作为教学用车      |

2006年11月，教育部和财政部正式启动了“国家示范性高等职业院校建设计划”，并在2006-2008年进行了三批共100所高职院校的遴选建设计划。铁职院曾申请此建设计划指标，但彼时位于济南市解放路79号，占地面积260余亩，建筑面积8万平方米的学院老校区，与国家示范性高等职业院校要求的硬件指标有很大的差距。最终学院因硬件设施不达标等原因，未能成为国家示范性高等职业院校。
2010年7月26日教育部和财政部联合下发了《关于进一步推进“国家示范性高等职业院校建设计划”实施工作的通知》，在原有已建设100所国家示范性高等职业院校的基础上，新增100所左右国家骨干高职院校，以此继续推进“国家示范性高等职业院校建设计划”。2010年9月学院被教育部、财政部遴选为国家骨干高职项目建设院校。因交通类学校受限于国家骨干高职院校创建，2010年11月济南铁道职业技术学院更名为山东职业学院。2014年7月，山东职业学院以优秀等次通过国家骨干高职院校建设验收。

## 学院专业

### 学院2020年招生专业[4]
| 学院                   | 专业名称                                                                                             |
| ---------------------- | --- |
| 铁道学院               | 铁道机车专业、铁道车辆专业、动车组检修技术专业、铁道机械化维修技术专业、铁道供电技术专业等共十个专业 |
| 城市轨道学院           | 城市轨道交通车辆技术专业、城市轨道交通运营管理专业、城市轨道交通机电技术专业等共五个专业             |
| 智能制造学院           | 机械制造与自动化专业、数控技术专业、机电一体化技术专业等共五个专业                                   |
| 新一代信息技术产业学院 | 计算机网络技术专业、软件技术专业、动漫制作技术专业                                                   |
| 生物工程学院           | 药品生产技术专业、药品质量与安全专业、食品营养与检测专业                                             |
| 土木工程学院           | 道路桥梁工程技术专业、建筑工程技术专业、                                                             |
| 管理学院               | 物流管理专业、会计专业、                                                                             |

## 文化

### 校训
知能共进、德道同优

### 校风
团结、勤奋、求实、创新

### 教风
敬业、身正

### 学风
笃学、创新

### 校庆日
每年10月的第3个周六

### 科研院所
机电技术研究所
计算机应用研究所
自动化技术研究所